# Kretaglim
Kretaglim (Silene cretica) är en nejlikväxtart som beskrevs av Carl von Linné. Kretaglim ingår i släktet glimmar, och familjen nejlikväxter. Arten förekommer tillfälligt i Sverige, men reproducerar sig inte.